# 가을여자
가을여자는 일본작가 히라이와 유미에의 소설이다. 40세에 이혼한 여성이 다방을 경영하여 자립하는 이야기이다. 한국어책은 소학사에서 1993년에 2권으로 출간했다.